# François Quesnay
François Quesnay (født 4. juni 1694, død 16. december 1774) var en fransk økonom af den fysiokratiske skole.
Quesnay blev født i Merey i nærheden af Paris. Han var en søn af en juridisk skolet godsejer. Han blev sat i lære som 16-årig hos en kirurg, og rejste snart efter til Paris for at studere medicin og kirurgi. Efter at have uddannet sig som kirurg etablerede han en praksis i Mantes. I 1737 blev han udnævnt til sekretær for det Kirurgiske Akademi som var blevet grundlagt af François la Peyronie, og han blev derefter hofkirurg hos kongen. I 1744 blev han doktor i medicinen; han blev ordinær livlæge og efterfølgende første livlæge og fik bolig på slottet i Versailles. Ludvig 14. satte stor pris på Quesnay, og plejede at kalde ham hans "tænker"; da han blev adlet fik han 3 blomster af stedmoderblomst arten (på fransk "pensée" hvilket også betyder at tænke) som sit våbenskjold med mottoet "Propter excogitationem mentis".
Han kastede sig nu udelukkende over økonomiske studer, og holdt sig fjernt fra de mange hofintriger som karakteriserede Ludvig 14.s regeringstid.
I 1758 udgav han Tableau économique ("Økonomisk Tabel"), som gav grundlaget for den fysiokratiske lære. Det var et af de første skriftlige arbejder som forsøgte at beskrive økonomiens virkning på en analytisk måde, og kan som sådan anses for at være en af de første vigtige bidrag til udviklingen af den økonomiske videnskab.
De udgivelser, hvor Quesnay beskrev sit økonomiske system, var følgende: to artikler om "Fermiers" og om "Korn" i Diderots og og D'Alemberts Encyclopédie (1756, 1757); en afhandling om naturens lov i Dupont de Nemours Physiocratie (1768); Maximes générales de gouvernement economique d'un royaume agricole (1758), og den på samme tid udgivne Tableau économique avec son explication, ou extrait des économies royales de Sully (med det berømte motto "Pauvres paysans, pauvre royaume; pauvre royaume, pauvre roi"); Dialogue sur le commerce et les travaux des artisans; og andre mindre værker.